# 무기 (경조윤)
무기(無忌, ? ~ ?)는 전한 중기의 관료이다. '무기'는 이름자로, 성씨는 알 수 없다.

## 행적
태초 원년(기원전 104), 경조윤에 임명되었다.

## 평가
사마천은 《사기》에서 무기를 두고 좌풍익 은주와 함께 독사와 맹금처럼 잔인한 자라고 평하였다.

## 출전
- 사마천, 《사기》 권122 혹리열전(酷吏列傳)
- 반고, 《한서》 권19하 백관공경표(百官公卿表) 下

| 전임 (우내사) 왕온서 | 전한의 경조윤 기원전 104년 ~ ? | 후임 우기연 |